# Turkish Journal of Mathematics
 Turkish Journal of Mathematics — рецензируемый математический журнал.
Журнал был создан в 1976 году и издается в советом Турции по научно-техническим исследованиям.

## Показатели
- Журнал индексируется в Mathematical Reviews и Zentralblatt MATH.
- В 2009 году его MCQ составил 0,13.
- В 2014 импакт-фактор составил  0,311.

## Внешние ссылки
- journals.tubitak.gov.tr/math/ — официальный сайт Turkish Journal of Mathematics